# Піа Ольсен Дюр
Піа Ольсен Дюр (дан. Pia Olsen Dyhr, нар. 30 листопада 1971, Валленсбек, Данія) — данська державна і політична діячка. Лідерка Соціалістичної народної партії з 13 лютого 2014. Депутатка фолькетинга з 13 листопада 2007 року. У минулому — міністерка торгівлі та інвестицій (2011 — 2013) та міністерка транспорту в кабінеті Гелле Торнінг-Шмідт.

## Життєпис
Народилася 30 листопада 1971 року в муніципалітеті Валленсбек в неблагополучній сім'ї. Має молодшого брата. Виросла в соціальному житлі, мати — прибиральниця, батько — алкоголік, достроково вийшов на пенсію.
У 1992 — 2010 рр. навчалася в Копенгагенському університеті (відпустка в 2000 — 2010 рр.), здобула ступінь магістра політичних наук.
У 1996 — 1998 рр. очолювала молодіжне відділення Соціалістичної народної партії. У 1998 році брала участь в Генеральній Асамблеї ООН від Данської молодіжної ради.
У 2000 — 2003 рр. працювала співробітницею з екологічної політики, а в 2003 — 2006 рр. — міжнародною координаторкою Данського товариства охорони природи, в 2006 — 2007 рр. — політичною консультанткою в данському відділенні гуманітарної організації CARE International.
Була кандидаткою від Соціалістичної народної партії на виборах 1998 та 2001 років у виборчому окрузі Нюборг, в 2005 році у виборчому окрузі Фреденсборг. З 28 листопада по 15 грудня 2006 року була тимчасовою депутаткою фолькетинга від виборчого округу Фредеріксборг. На парламентських виборах 2007 року набрала 3307 голосів у виборчому окрузі Хіллеред і була обрана депутаткою фолькетинга. На парламентських виборах 2015 року набрала 9575 голосів у виборчому окрузі Копенгаген.
Отримала портфель міністра торгівлі і інвестицій в коаліційному уряді Гелле Торнінг-Шмідт, сформованому за результатами парламентських виборів 2011 року. Після перестановки 9 серпня 2013 року стала міністеркою транспорту. Після прийняття рішення про продаж 19% акцій енергетичної компанії Dong Energy групі New Energy Investment Sarl, підрозділу американського інвестиційного банку Goldman Sachs, 30 січня 2014 року Соціалістична народна партія відкликала шість своїх міністрів з уряду, а лідерка партії Аннетте Вільхельмсен подала у відставку. 3 лютого Піа Ольсен Дюр офіційно покинула уряд.
13 лютого 2014 року Піа Ольсен Дюр на безальтернативних виборах обрано лідеркою Соціалістичної народної партії.

## Особисте життя
Одружена з політиком Віллю Дюром (Villy Dyhr), має трьох дочок.